# Aanval op Al-Qarada
De Aanval op Al-Qarada vond plaats in Djoemada al-thani, in het jaar 3 AH (november 624).
Een karavaan van de Mekkanen geleid door Safwan ibn Umayyah was op weg naar Syrië. De Mekkanen namen een andere route dan gebruikelijk omdat er eerder gepoogd was een karavaan te overvallen, wat tot de Slag bij Badr leidde. Toen Mohammed van iemand die dronken was te horen kreeg welke route de karavaan nam, beval hij Zayd ibn Haritha deze te overvallen. Zayd ging met 100 ruiters op pad en slaagde erin de karavaan bij de drinkplaats Al-Qarada te overvallen. Zo wist hij zilver en handelswaar ter waarde van 100 000 dirhams te bemachtigen. Zoals gebruikelijk kreeg Mohammed hiervan een vijfde deel (khumus). Drie Mekkanen werden gevangengenomen. Safwan en zijn bewakers wisten te ontsnappen.